# ادوارد شاتون
ادوارد شاتون ((به فرانسوی: Édouard Chatton)؛ ۱۸۸۳ – ۱۹۴۷) یک زیست‌شناس اهل فرانسه بود.